# علوم طراحی
علوم طراحی (به انگلیسی: Design Science) مفهوم علوم طراحی در سال ۱۹۵۷ میلادی توسط آر. باکمینستر فولر معرفی شد که آن را به عنوان یک شکل سیستماتیک طراحی تعریف کرد. او این مفهوم را در طرح پیشنهادی دهۀ علم طراحی جهانی خود به اتحادیۀ بین‌المللی معماران در سال ۱۹۶۱ میلادی بسط داد. این اصطلاح بعداً توسط اس. ای. گرگوری در کنفرانس «روش طراحی» در سال ۱۹۶۵ میلادی استفاده شد، جایی که او تمایز بین روش علمی و روش طراحی را ترسیم کرد. گرگوری از نظر خود روشن بود که طراحی یک علم نیست و علم طراحی به مطالعه علمی طراحی اشاره دارد. هربرت سایمون در سخنرانی‌های کارل تیلور کامپتون در سال ۱۹۶۸ میلادی از این اصطلاحات در استدلال خود برای مطالعۀ علمی امر مصنوعی (در مقابل امر طبیعی) استفاده کرد و آن را رایج کرد. در طول دورۀ میانی، دو کاربرد این اصطلاح (طراحی سیستماتیک و مطالعۀ طراحی) تا جایی درهم آمیخته شدند که علوم طراحی ممکن است هر دو معنی را داشته باشند: علم طراحی و طراحی به عنوان یک علم.

## یک علم طراحی
«علوم مصنوع» اثر: سایمون، اولین بار در سال ۱۹۶۹ میلادی منتشر شد، که بر اساس پیشرفت‌های قبلی ساخته شد و انگیزۀ توسعۀ بیشتر روش‌های طراحی سیستماتیک و رسمی مربوط به بسیاری از رشته‌های طراحی، به عنوان مثال: معماری، مهندسی، برنامه‌ریزی شهری، علوم کامپیوتر و مطالعات مدیریت شد. ایده‌های سایمون در مورد علم طراحی نیز توسعۀ تحقیقات طراحی و مطالعۀ علمی طراحی را تشویق کرد.
نگرانی‌های مکرری برای متمایز ساختن طراحی از علوم وجود داشته‌ است. نایجل کراس بین طراحی علمی، علوم طراحی و یک علمِ طراحی تفاوت قائل شد. یک علمِ طراحی (مطالعۀ علمی طراحی) استدلال یا فرض نمی‌کند که اقدامات طراحی خود علمی هستند، و تعداد فزآینده‌ای از برنامه‌های تحقیقاتی این دیدگاه را دارند. کراس برای تمایز طراحی از دیگر انواع فعالیت‌های انسانی از اصطلاح «راه‌های طراحی شناختی» استفاده می‌کند.